# Combat de Majadahonda
Vous lisez un « article de qualité » labellisé en 2015.
Guerre d'indépendance espagnole
Batailles
- Olivença (01-1811)
- Gebora (02-1811)
- Campo Maior (03-1811)
- 1re Badajoz (04-1811)
- Fuentes de Oñoro (05-1811)
- Albuera (05-1811)
- Usagre (05-1811)
- Cogorderos (06-1811)
- Carpio (09-1811)
- El Bodón (09-1811)
- Aldeia da Ponte (09-1811)
- Arroyomolinos (10-1811)
- Tarifa (12-1811)
- Navas de Membrillo
- Almagro (01-1812)
- 2e Ciudad Rodrigo (01-1812)
- 2e Badajoz (03-1812)
- Villagarcia (04-1812)
- Almaraz (05-1812)
- Maguilla (06-1812)
- Arapiles (07-1812)
- García Hernández (07-1812)
- Majadahonda (08-1812)
- Retiro (08-1812)
- Madrid (08-1812)
- Burgos (09-1812)
- Villodrigo (10-1812)
- Tordesillas (10-1812)
- Alba de Tormes (11-1812) (es)
- San Muñoz (11-1812)

Le combat de Majadahonda se déroule le 11 août 1812 à Majadahonda, près de Madrid, dans le cadre de la guerre d'indépendance espagnole. Il oppose la cavalerie française du général Anne-François-Charles Trelliard à un corps de cavalerie anglo-portugais commandé par le général Benjamin d'Urban.
Au matin du 11 août, les cavaliers de d'Urban, qui marchent en tête de l'armée du marquis de Wellington, occupent les villages de Majadahonda et Las Rozas. Les Portugais sont alors surpris par une division de dragons français sous les ordres du général Trelliard et prennent la fuite, en abandonnant trois canons. Les Français galopent ensuite jusqu'à Las Rozas et sèment la panique dans le campement britannique, avant de se replier et de faire face à la ligne de bataille adverse. Un nouveau combat a lieu et reste indécis jusqu'à l'engagement des escadrons de réserve français qui décide de l'issue de la bataille.
La réputation de la cavalerie portugaise, en dépit de son attitude irréprochable à la bataille des Arapiles le mois précédent, ne sort pas grandie de cet affrontement. Le général Beresford réclame un châtiment exemplaire, demande qui est toutefois classée sans suite par Wellington.

## Contexte et prélude du combat

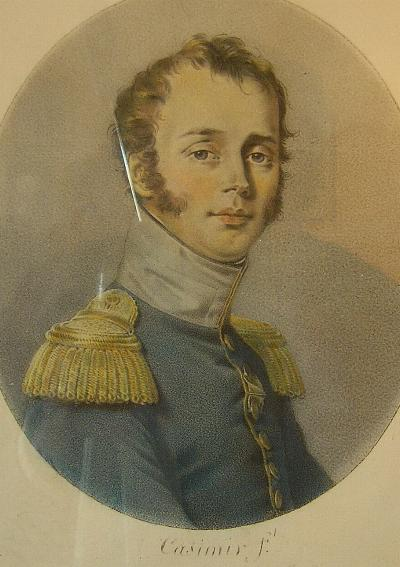
Marie Antoine de Reiset (1775-1836), colonel du 13e dragons.

Après la défaite de l'armée française du maréchal Marmont à la bataille des Arapiles, le 22 juillet 1812, les troupes anglo-portugaises du général Wellington se dirigent sur Madrid. Joseph Bonaparte, roi d'Espagne, hésite sur la conduite à tenir mais décide finalement de se retirer en direction de la Sierra Morena. Son armée, positionnée en avant de la capitale, suit le mouvement et décroche à l'arrivée des Anglo-Portugais. Seule demeure sur place la division de cavalerie du général Anne-François-Charles Trelliard dont la brigade de dragons du colonel Marie Antoine de Reiset passe la nuit du 10 au 11 août à Las Rozas, ignorante de la proximité de l'avant-garde de Wellington.
Celle-ci, commandée par le brigadier-général Benjamin d'Urban, a franchi la Sierra de Guadarrama le 7 août avant de faire halte trois jours plus tard au bord de la rivière du même nom, à 40 km du gros des forces anglo-portugaises. Dans la matinée du 11 août, les hommes de d'Urban arrivent à Las Rozas et tirent au canon sur la brigade du colonel Reiset, qui abandonne rapidement le terrain. Le village de Majadahonda est occupé à 10 heures par les cavaliers portugais tandis que les troupes de la King's German Legion s'installent un peu en arrière de cette localité, à Las Rozas. Pendant ce temps, les Français se retirent sur Boadilla, où ils sont rejoints par le roi Joseph en personne. Celui-ci informe le général Trelliard qu'il souhaite connaître la force des colonnes adverses en marche et lui ordonne de repartir en avant afin d'accrocher l'avant-garde de Wellington.

## Forces en présence
L'avant-garde de Wellington est dirigée par le brigadier-général Benjamin d'Urban. Elle est composée des 1er, 11e et 12e régiments de dragons portugais, de deux régiments de dragons lourds britanniques et d'un bataillon d'infanterie de la King's German Legion (KGL). Le tout est accompagné d'une batterie d'artillerie à cheval forte de six canons sous les ordres du capitaine Macdonald. Le major-général Eberhardt Otto George von Bock, chef du détachement de la KGL, a temporairement pris la tête de toute la cavalerie britannique et est remplacé à son poste par le colonel de Jonquières.
En face, la division de dragons français du général Trelliard aligne deux brigades. La première, commandée par le colonel Marie Antoine de Reiset, comprend les 13e et 18e régiments de dragons ; la seconde, sous le colonel Nicolas Rozat de Mandres, est formée des 19e et 22e dragons. Cette division est renforcée par les 200 dragons italiens Napoleone du colonel Fortunate Schiazzetti et par une compagnie des lanciers de Berg.

### Ordre de bataille français
Général de division Anne-François-Charles Trelliard, commandant en chef — 11 escadrons et 1 compagnie, 1 416 hommes
- 1re brigade : colonel Marie Antoine de Reiset — 5 escadrons, 600 hommes
  - 13e régiment de dragons, colonel Marie Antoine de Reiset — 3 escadrons, 350 hommes
  - 18e régiment de dragons — 2 escadrons, 250 hommes
- 2e brigade : colonel Nicolas Rozat de Mandres — 4 escadrons, 550 hommes
  - 19e régiment de dragons — 1 escadron, 100 hommes
  - 22e régiment de dragons, colonel Nicolas Rozat de Mandres — 3 escadrons, 450 hommes
- 3e brigade : colonel Fortunate Schiazzetti — 2 escadrons et 1 compagnie, 266 hommes 
  - Régiment de dragons italiens Napoleone, colonel Fortunate Schiazzetti — 2 escadrons, 200 hommes
  - Lanciers de Berg, capitaine de Latour — 1 compagnie, 66 hommes[5]

### Ordre de bataille anglo-portugais
Brigadier-général Benjamin d'Urban, commandant en chef — 11 escadrons, 1 bataillon et 6 canons, 1 975 hommes
- Brigade Benjamin d'Urban — 7 escadrons, 760 hommes
  - 1er régiment de dragons Alcantara, lieutenant-colonel Barbacena — 2 escadrons, 220 hommes
  - 11e régiment de dragons Almeida, lieutenant-colonel Bernardius — 2 escadrons, 220 hommes
  - 12e régiment de dragons Miranda, lieutenant-colonel Tuxeira Lobo — 3 escadrons, 320 hommes
- Brigade de Jonquières — 4 escadrons, 655 hommes
  - 1st Heavy Dragoons de la King's German Legion, colonel Charles de Jonquières — 2 escadrons, 300 hommes
  - 2nd Heavy Dragoons de la King's German Legion — 2 escadrons, 355 hommes
- Infanterie attachée — 1 bataillon
  - 1st Light Battalion de la King's German Legion — 1 bataillon, 560 hommes
- Artillerie attachée : capitaine Macdonald — 6 canons 
  - Détachement de la Royal Horse Artillery, capitaine Dyneley — 6 canons[5]

## Déroulement du combat

### Déroute des Portugais

Plan de la bataille de Majadahonda, le 11 août 1812, première et deuxième phases.

En fin d'après-midi, la division Trelliard reparaît donc sur la route de Boadilla et se déploie devant Majadahonda. Son retour surprend d'Urban, qui déploie en hâte ses escadrons tandis que quatre canons anglais sous Macdonald se mettent en batterie, protégés par les Portugais et un peloton de dragons lourds commandé par le lieutenant Kuhls. Alors que les cavaliers français se font menaçants, d'Urban fait face et tente de charger avec ses dragons ; mais ces derniers, plutôt que de poursuivre l'attaque, s'enfuient en désordre et abandonnent leurs officiers au milieu des assaillants. Le général d'Urban réussit à s'échapper mais les lieutenants-colonels Barbacena et Tuxeira sont faits prisonniers. Les dragons Napoleone foncent alors sur la batterie britannique, détruisent à moitié le détachement de dragons allemands et s'emparent de trois bouches à feu. Le capitaine Dyneley, qui commande à ce moment l'artillerie, est fait prisonnier par un officier italien. Exploitant son succès, la division Trelliard poursuit ses adversaires jusqu'à Las Rozas.

### Combat de cavalerie et défaite des Britanniques

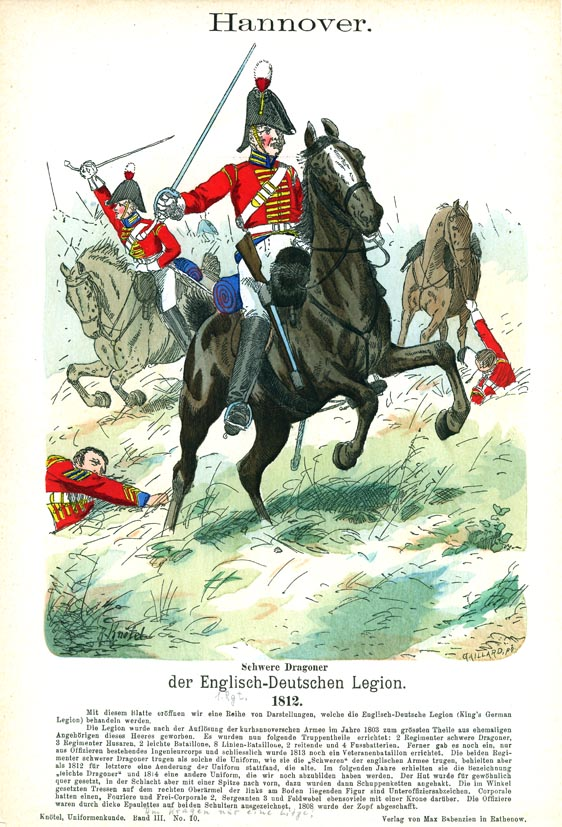
Dragons lourds de la King's German Legion (planche de Richard Knötel).

Pendant ce temps, à Las Rozas, les soldats de la King's German Legion ont installé leur bivouac. Le colonel de Jonquières reçoit plusieurs estafettes envoyées par le lieutenant Kuhls, l'informant que la cavalerie française a attaqué Majadahonda. Cependant, de Jonquières n'envisage pas l'éventualité d'un assaut contre ses cavaliers et ne prend aucune précaution. De fait, lorsque les dragons de Trelliard débouchent dans le village, la brigade lourde allemande est prise au dépourvu ; la plupart des soldats sont en chemise et les chevaux sont dessellés. Les tirs du 1er bataillon léger de la KGL ralentissent quelque peu la progression française, ce qui n'empêche pas les fantassins britanniques d'être refoulés à l'intérieur du village, de même que les cavaliers venus les soutenir. La cavalerie française atteint même les bagages adverses mais, stoppée dans son élan par le gros du bataillon léger allemand, préfère évacuer les lieux pour se réorganiser dans la plaine en arrière de Las Rozas. Profitant de ce répit, la brigade de Jonquières se positionne à l'entrée du village aux côtés des cavaliers portugais de d'Urban, tout juste ralliés.
Poussés à l'action par une bravade du colonel de Jonquières — « avancez, Messieurs les Français, n’ayez pas peur ! » —, les dragons français de Reiset se mettent en mouvement, ce qui suffit à faire fuir les Portugais. La brigade Reiset, exténuée par les combats précédents, décroche finalement et laisse à la brigade Rozat et aux dragons italiens de Schiazzetti le soin de mener la charge. L'affrontement commence. Les Français reculent peu à peu face aux dragons lourds de la KGL. Trelliard engage alors sa réserve (deux escadrons) face aux Britanniques qui n'en ont pas. Un sous-lieutenant du 22e dragons raconte que « nous étions si serrés qu’à peine l’on pouvait faire usage de ses armes ». Les dragons lourds de la King's German Legion sont bousculés et le colonel de Jonquières, leur chef, est capturé. De nouveau, les vaincus se retirent vers Las Rozas où s'est retranché le bataillon d'infanterie légère de la KGL. Incapable d'enlever seul la position, et informé de surcroît de l'approche de renforts britanniques, Trelliard quitte le champ de bataille sans être inquiété, non sans avoir ordonné de brûler les affûts des canons pris par ses hommes au début du combat.

## Pertes

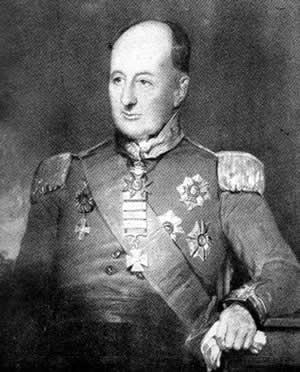
Le général Benjamin d'Urban (1777-1849), qui commande la cavalerie portugaise à Majadahonda.

Au terme des combats, les pertes françaises se montent entre cent et cent-vingt hommes, dont un officier tué et quinze autres blessés. Le 13e régiment de dragons déplore la perte du chef d'escadron Maurouard, tué, et de six autres officiers blessés dont le colonel de Reiset. La brigade Rozat de Mandres a laissé sur le terrain six tués et vingt-huit blessés ; le colonel Schiazzetti admet quant à lui un total de dix hommes hors de combat pour son régiment de dragons italiens, dont le lieutenant Araldi blessé.
Les Anglo-Portugais, de leur côté, dénombrent cinquante-trois tués, quatre-vingt-dix-huit blessés et quarante-cinq prisonniers, pour un total de cent-quatre-vingt-seize pertes. La brigade portugaise de d'Urban compte à elle seule cent-huit cavaliers hors de combat, dont vingt-trois prisonniers parmi lesquels le lieutenant-colonel Tuxeira Lobo. La prise de la batterie de la Royal Horse Artillery a coûté à cette dernière trois canons, douze artilleurs tués ou blessés ainsi que quinze hommes captifs — dont le capitaine Dyneley. La brigade de dragons lourds de la King's German Legion a enregistré quatorze tués, quarante blessés et sept prisonniers, dont le colonel de Jonquières. Le 1er bataillon d'infanterie légère de la KGL semble n'avoir subi aucune perte, ce qui est contredit par Digby Smith qui fait état de sept blessés.

## Analyse et conséquences

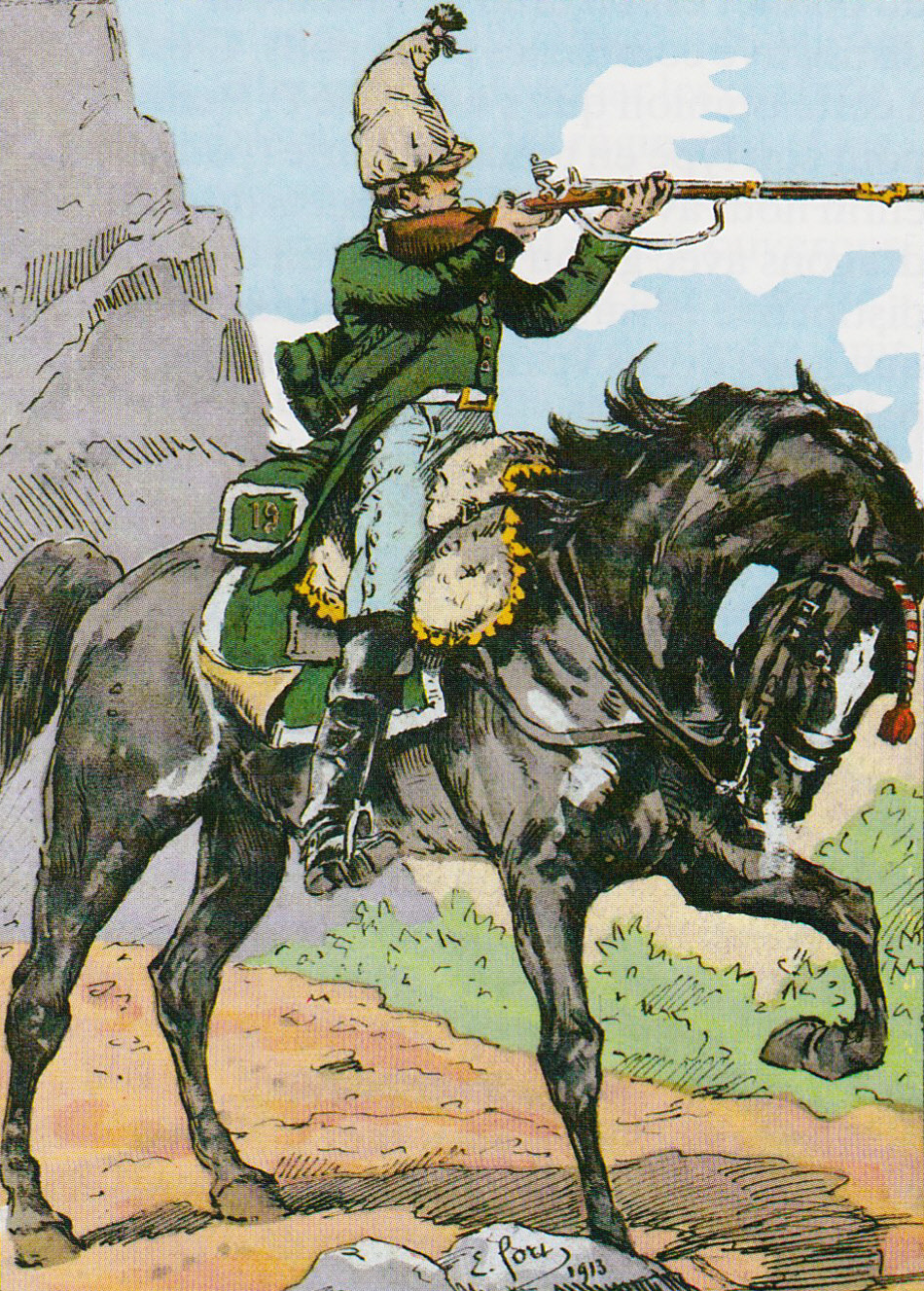
Dragon français du en Espagne, 1811 (illustration d'Ernest Fort, 1913).

La bravoure déployée par les deux régiments de dragons lourds est reconnue par Wellington, qui leur accorde l'honneur d'entrer les premiers dans Madrid le lendemain. Le comportement des régiments portugais, qui se sont illustrés quelque temps plus tôt à la bataille des Arapiles, est en revanche sévèrement critiqué. Le général d'Urban, leur commandant, écrit à ce propos le lendemain du combat :

« À Salamanque, ils m'ont suivi dans les lignes ennemies comme l'ont fait les dragons britanniques ; hier, ils ont si peu accompli leur devoir que, au cours de la première charge, ils sont allés juste assez loin pour m'abandonner au milieu des rangs de l'ennemi. Lors de la seconde (après les avoir ralliés), malgré mes efforts les plus téméraires, je n'ai pas pu les amener à moins de vingt mètres de l'ennemi — ils m'ont laissé seul, et ont disparu avant les casques français comme les feuilles avant le vent d'automne. »

Le commandant en chef de l'armée portugaise, le général Beresford, souhaite en conséquence administrer une punition magistrale à sa cavalerie pour sa contre-performance à Majadahonda. Il se heurte toutefois au refus de Wellington qui ne souhaite pas se priver des services des cavaliers portugais à ce stade de la campagne. Ce dernier écrit :

« Quant à envoyer la cavalerie [portugaise] à l'arrière, cela est impossible pour le moment. Nous avons encore beaucoup à faire et sommes moins bien pourvus en cavalerie que nos voisins ; en outre, une troupe commandée par un homme tel que d'Urban, même si elle ne se bat pas, vaut mieux que rien. [Les Portugais] se sont, à la vérité, comportés d'une manière indigne et ne doivent pas être employés à nouveau seuls, ou avec notre cavalerie, qui galope trop vite pour eux. »

Le général en chef britannique n'en est pas moins mécontent de ce revers qui lui fait perdre les trois seuls canons de toute sa carrière, ce qui l'incite à dire à propos du combat : « A Devil of An Affair! »,.
Du côté français, la victoire n'est guère décisive ; le 12, Joseph Bonaparte quitte Madrid devant l'avancée des troupes anglo-portugaises, pour s'établir sur la rive gauche du Tage, tandis que Wellington entre dans Madrid dépourvue de garnison.

### Traductions
1. ↑  (fr) « Maudite affaire ! »